# Das Phantom von Manhattan
Das Phantom von Manhattan ist ein Roman von Frederick Forsyth, der unter dem Titel The Phantom of Manhattan 1999 in London erschien. Der Roman erschien 2000 in der deutschsprachigen Übersetzung von Wulf Bergner.

## Inhalt
Der Roman knüpft weniger an die klassische Vorlage von Gaston Leroux an. Die Handlung des von Andrew Lloyd Webber verfassten Musicals beschreibt Forsyth in seinem Vorwort als die einzig logische.
Im September 1906 enthüllt die sterbende Antoinette Giry dem Notar Dufour, sie habe Erik Mühlheim, das Phantom der Pariser Oper, nach den tragischen Vorkommnissen in der Pariser Oper versteckt und ihm zu dessen Flucht nach Amerika verholfen. Das Phantom lebt seit 1894 auf der Enklave Coney Island, 1906 dann als Millionär im E. M. Tower, Park Row, Manhattan. Im Verlauf des Romans erfährt Erik Mühlheim, dass er der leibliche Vater des zwölfjährigen Jungen Pierre ist, dessen Mutter Christine inzwischen eine gefeierte Sopranistin und Gattin des Victome Raoul de Chagny ist. Dieser zieht Pierre als seinen eigenen Sohn auf. Den Höhepunkt des Romans bildet die Konfrontation Pierres mit seinem leiblichen Vater, dem Phantom der Oper.

## Form
Der Roman gliedert sich in 16 Teile und einen Epilog. In jedem Teil kommen die unterschiedlichen Protagonisten des Romans zu Wort und schildern die Geschichte aus ihrer Perspektive. Auf diese Weise wird die Handlung programmatisch durch Außensicht vermittelt. Der Leser muss selbst entscheiden, wessen Version ihm augenblicklich glaubwürdig erscheint. Forsyth verhindert durch seine Erzähltechnik eine Identifizierung bzw. Einfühlung in die doch recht tragischen Hauptfiguren und erzielt Distanz bei den Rezipienten der Story. Stilistisch erinnert der Aufbau an Christa Wolfs „Medea: Stimmen“.

## Bearbeitungen
Der Roman wurde 2010 von Andrew Lloyd Webber unter dem Titel Liebe stirbt nie als Musical bearbeitet. Die deutsche Premiere desselbigen (Liebe stirbt nie) fand 2015 statt.

## Textausgaben
- Frederick Forsyth: Das Phantom von Manhattan. Deutsch von Wulf Bergner. Bertelsmann. München 2000. ISBN 3-570-00325-6